# Josef Schovanec
Josef Schovanec (* 2. prosince 1981, Charenton-le-Pont) je francouzský filosof českého původu (syn českých emigrantů), autor knihy O kolečko míň – Můj život s autismem, pořádá přednášky.
Narodil se ve Francii českým imigrantům. Po dlouhých letech hledání správné diagnózy mu byl diagnostikován Aspergerův syndrom, který řadíme do „Poruch autistického spektra“. Má vlastní pořad v rádiu. Snaží se o osvětu – přednáší o autismu a upozorňuje na problémy lidí trpících autismem.

## Vzdělání
Na střední škole výrazně vynikal v matematice. Poté nastoupil na prestižní „Pařížský institut politických věd“ (Sciences Po), kde získal magisterský titul. Ovládá deset jazyků (hebrejština, sanskrt, perština, amharština a další). Kromě diplomu ze Sciences Po má také doktorát z filosofie.

## Dílo
- O kolečko míň – Můj život s autismem, v originále Je suis à l’Est! (2014) – Ve Francii vzbudila kniha mimořádný ohlas díky jeho svědectví. Jednalo se o knihu, která byla poprvé vyprávěna mužem. Knihu vydalo nakladatelství Pasparta.